# Harriet Burton Laidlaw
Harriet (Wright) Burton Laidlaw, née le 16 décembre 1873 et morte le 25 janvier 1949, est une militante américaine en faveur des réformes sociales et en faveur du droit de vote des femmes. Elle soutient le dix-neuvième amendement de la Constitution des États-Unis et les Nations unies ; elle est aussi la première femme directrice de Standard & Poor's. 

## Biographie

### Jeunesse et formation

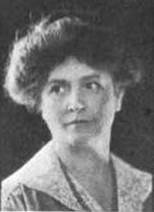
Harriet Burton Laidlaw en 1921.

Harriet Wright Burton naît à Albany le 16 décembre 1878 ; elle est la fille de George Davidson Burton, caissier de banque, et d'Alice Davenport Wright. Son père meurt alors qu'elle a six ans, puis sa mère l'emmène, avec ses deux frères plus jeunes, pour s'installer chez les parents du défunt,,. Elle remplit la fonction d'huissier lors du Congrès constitutionnel de l'État de New York (en) en 1894, qui se tient à Albany.
Burton fait ses études secondaires à Albany High School (New York) (en)  puis continue ses études au New York State Normal College (devenu l'université d'État de New York à Albany), où elle obtient une licence en pédagogie en 1895 et une maîtrise en 1896,. Burton se rend ensuite en Illinois où elle obtient un Bachelor of Philosophy (en) à l'université Wesleyenne de l'Illinois en 1898, puis elle revient à New York où elle s'inscrit au Barnard College où elle obtient une licence ès lettres en 1902,. Elle suit les cours d'été à l'université Harvard en 1900, à l'université de Chicago en 1901 et à l'université d'Oxford en 1903.
Alors qu'elle exerce comme enseignante d'anglais dans le cadre du département de l'Éducation de la ville de New York, elle entame un doctorat à l'université Columbia mais elle interrompt ces deux activités après son mariage en 1905. En 1930, le Rollins College (en) lui décerne un diplôme honorifique de Legum Doctor,.

### Vie de famille
Le 25 octobre 1905, Harriet Burton Laidlaw épouse James Lees Laidlaw (en), partenaire commercial de l'agence de courtage Laidlaw & Company et militant très engagé en faveur des droits des femmes,. Tous deux ont une fille, Louise Burton Laidlaw, née en 1906. James meurt de la maladie de Parkinson en 1932 ; Harriet Burton Laidlaw devient ensuite la seule femme membre du conseil d'administration chez Standard & Poors,. Harriet Burton Laidlaw meurt à l'issue d'une brève maladie à New York le 25 janvier 1949. Au moment de sa mort, elle vit à Manhattan.

### Engagements
Laidlaw prononce son premier discours en faveur du droit de vote pour les femmes devant une assemblée d'amis et de parents à l'âge de 20 ans. Elle devient secrétaire de la College Equal Suffrage League en 1908 et présidente suppléante de Manhattan au Woman Suffrage Party (en) en 1917. La fondatrice du parti, Carrie Chapman Catt, lui demande d'exercer sa fonction de manière pérenne, ce que fait Laidlaw de 1912 à 1916.
Outre son travail de soutien en faveur du droit de vote pour les femmes, Laidlaw s'investit dans la lutte contre la traite des Blanches qui tombent dans la prostitution et contre la prostitution forcée dont sont victimes à la fois les Blanches et les Chinoises à New York ; Laidlaw fait partie des soutiens au projet de loi Mann Act de 1910. Rose Livingston, militante contre la prostitution, subit une violente attaque ; en 1912, Laidlaw et son conjoint y réagissent en incitant l'opinion publique à se mobiliser contre l'inaction apparente du maire de New York, William Jay Gaynor, afin qu'il renforce la protection policière des militantes au Chinatown de Manhattan. La même année, le 9 novembre, Laidlaw devient présidente d'une marche aux flambeaux sur la Cinquième Avenue, évènement qui rassemble quelque 400 000 à 500 000 observateurs et consolide sa position de dirigeante du mouvement pour le droit de vote. Elle écrit de nombreux articles et éditoriaux, s'exprime dans des réunions publiques et voyage dans l'ensemble du pays, notamment à l'Ouest des États-Unis en 1913 afin d'aider les militantes à s'organiser.
Laidlaw s'oppose au concept de separate spheres, où les hommes et les femmes sont séparés dans la vie publique ; en 1912, elle écrit que « dans la mesure où les femmes sont comme les hommes, elles doivent avoir les mêmes droits ; dans la mesure où elles sont différentes, elles doivent se représenter elles-mêmes ». En 1914 paraît son ouvrage le plus important : un livret intitulé Organizing to Win by the Political District Plan, qui fournit aux militantes un guide détaillé pour recueillir des fonds et interagir avec les dirigeants politiques locaux afin de maintenir une pression constante en faveur du droit de vote des femmes.
En 1917, elle devient directrice de la National American Woman Suffrage Association (NAWSA) et fait partie des principales suffragistes qui rencontrent l'ancien président Theodore Roosevelt pour le convaincre de soutenir leur cause. Plus tard la même année, la Constitution de New York intègre un amendement qui octroie le droit de vote aux femmes.
Après la promulgation du dix-neuvième amendement de la Constitution des États-Unis, Laidlaw se tourne vers les relations internationales et soutient l'entrée des États-Unis dans la Société des Nations ainsi que la création de l'Organisation des Nations unies. Elle est également très engagée en faveur de la Prohibition,.

## Hommages
Harriet and James Laidlaw ont tous deux reçu l'hommage de la League of Women Voters, qui les cite sur une plaque commémorative inaugurée en 1931 ; celle-ci se trouve désormais sur le Capitole de l'État de New York, où le couple est recensé parmi les personnes qui se sont distinguées pour leur apport au mouvement en faveur du droit de vote des femmes,.